# Адельсдорф (Баварія)
Адельсдорф (нім. Adelsdorf) — громада в Німеччині, розташована в землі Баварія. Підпорядковується адміністративному округу Середня Франконія. Входить до складу району Ерланген-Гехштадт.
Площа — 31,67 км2. Населення становить 9127 ос. (станом на 31 грудня 2020).